# Adenophora liliifolioides
Adenophora liliifolioides är en klockväxtart som beskrevs av Ferdinand Albin Pax och Käthe Hoffmann.
Adenophora liliifolioides ingår i släktet kragklockor och familjen klockväxter. Inga underarter finns listade i Catalogue of Life.